# Nancy Jan Davisová
Nancy Jan Davisová (* 1. listopadu 1953 v Cocoa Beach, stát Florida, USA) je americká kosmonautka. Ve vesmíru byla třikrát.

## Život

### Studium a zaměstnání
V roce 1971 zdárně ukončila střední školu Huntsville High School ve městě Huntsville v státě Alabama a pak pokračovala dalším studiem na Georgijském technickém institutu. Po skončení studia v roce 1975 pokračovala ve studiu na Auburn University, zde dostudovala v roce 1977 a pak ve studiích pokračovala na University of Alabama v Huntsville.
V letech 1977 až 1979 pracovala v ropném průmyslu a od roku 1979 v NASA (Huntsville, pak Houston).
Vdala se za astronauta Marka Lee. Letěli v raketoplánu společně v letu STS-47.

### Lety do vesmíru
Na oběžnou dráhu se v raketoplánech dostala třikrát jako letová specialistka a strávila ve vesmíru 28 dní, 2 hodiny a 7 minut. Byla 280. člověkem ve vesmíru, 19. ženou.
- STS-47 Endeavour (12. září 1992 – 20. září 1992)
- STS-60 Discovery (3. února 1994 – 11. února 1994)
- STS-85 Discovery, (7. srpen 1997 – 19. srpen1997)